# محدوده حصارکشی
محدوده حصارکشی، محیط محصور، محوطه یا عرصه (به انگلیسی: Enclosure) (یا Inclosure) اصطلاحی است که در مالکیت زمین انگلیسی به کار می‌رود و به تصاحب «پسماند» یا «زمین مشترک» اشاره دارد که آن را محصور می‌کند و با انجام این کار محروم کردن مردم عادی از حقوق دسترسی و امتیاز. توافق برای محصور کردن زمین می‌تواند از طریق یک فرایند «رسمی» یا «غیررسمی» باشد. این فرایند به‌طور معمول می‌تواند به سه روش انجام شود. ابتدا ایجاد "closes" بود که توسط صاحبان آنها از میدان‌های مشترک بزرگ‌تر خارج شدند. دوم، محصورهایی که توسط مالکان وجود داشت، مالکانی که با هم عمل می‌کردند، معمولاً کشاورزان کوچک یا مالکان، که سبب محصور شدن کل محله‌ها می‌شد. سرانجام احکام حصارکشی توسط قوانین پارلمان ارائه شد.